# موتنوفسكي
موتنوفسكي(بالروسية: Мутновский) هو بركان معقد يقع في الجزء الجنوبي من شبه جزيرة كامتشاتكا الروسية ، وهو واحدة من انشط البراكين في جنوب كامتشاتكا؛ تم تسجيل أحدث ثورة في عام 2000. في سفح موتنوفسكي يوجد حقل حار يخرج منه البخار